# Araripelepidotes
Araripelepidotes es un género extinto de peces semionotiformes.

## Hábitat
Probablemente era endémico de la cuenca de Araripe, en Brasil, y se encontraba comúnmente en la formación Santana y era raro en la formación Crato, principalmente en concreciones de carbonato, pero poco común en calizas laminadas.